# Gauliga Niedersachsen
La Gauliga Niedersachsen fue la liga de fútbol más importante de la provincia de Hanover de Prusia y de los estados de Bremen, Brunswick, Schaumburg-Lippe y Oldenburg durante el periodo de la Alemania Nazi de 1933 a 1942.

## Historia
La liga fue creada en 1933 por orden de la Oficina Nazi de Deportes luego de que la ideología nazi tomara el poder en Alemania a causa del Tercer Reich en reemplazo de la Oberliga Südhannover/Braunschweig y la Oberliga Weser/Jade como las ligas de fútbol más importantes de la región.
Los clubes a escala nacional habían tenido un éxito moderado como el título obtenido por el Hannover 96 que venció 4-3 al FC Schalke 04 en 1938 en tiempo extra, con lo que fue el único equipo de la región en ganar la Gauliga nacional.
La primera edición de la liga contó con la participación de 10 equipos, jugando entre sí todos contra todos a visita recíproca, en la que el campeón clasificaba a la Gauliga nacional, mientras que los dos peores equipos de la temporada descendían de categoría. En la temporada siguiente la cantidad de equipos ascendió a 11 luego de la inclusión del Viktoria Wilhelmsburg proveniente de la Gauliga Nordmark, manteniendo la cantidad de participantes en 11 hasta que en 1936 regresa a ser de 10 equipos.
Debido a la Segunda Guerra Mundial en 1939 la liga fue dividida en dos grupos de seis equipos, donde los ganadores de cada grupo jugaban una serie de ida y vuelta para definir al campeón regional, manteniendo ese sistema hasta la temporada de 1941.
En la temporada de 1941/42 la liga mantuvo su formato de grupos, pero con la diferencia de que clasificaban los dos primeros lugares, disputando una hexagonal final para definir al campeón regional.
La liga desaparece luego de que se dividiera en dos Gauligas diferentes: la Gauliga Südhannover-Braunschweig y la Gauliga Weser/Ems.

## Equipos fundadores
Estos fueron los diez equipos que disputaron la primera temporada de la liga en 1933/34:
| - Werder Bremen - Arminia Hannover - SV Algermissen 11 - Hannover 96 - Eintracht Braunschweig | - VfB Komet Bremen - Bremer SV - Rasen SV Hildesheim 06 - VfB 04 Peine - 1. SC Göttingen 05 |

## Lista de campeones
| Temporada | Campeón       | Finalista        |
| --------- | ------------- | ---------------- |
| 1933-34   | Werder Bremen | Arminia Hannover |
| 1934-35   | Hannover 96   | Werder Bremen    |
| 1935-36   | Werder Bremen | Hannover 96      |
| 1936-37   | Werder Bremen | Arminia Hannover |
| 1937-38   | Hannover 96   | VfL Osnabrück    |
| 1938-39   | VfL Osnabrück | Hannover 96      |
| 1939-40   | VfL Osnabrück | Hannover 96      |
| 1940-41   | Hannover 96   | VfL Osnabrück    |
| 1941-42   | Werder Bremen | LSV Wolfenbüttel |

## Posiciones finales
| Club                    | 1934 | 1935 | 1936 | 1937 | 1938 | 1939 | 1940 3 | 1941 3 | 1942 4 |
| ----------------------- | ---- | ---- | ---- | ---- | ---- | ---- | ------ | ------ | ------ |
| SV Werder Bremen        | 1    | 2    | 1    | 1    | 3    | 4    | 2      | 2      | 1      |
| Arminia Hannover        | 2    | 3    | 6    | 2    | 5    | 9    | 3      | 3      | 4      |
| SV Algermissen 11       | 3    | 5    | 3    | 4    | 6    | 10   |        |        |        |
| Hannover 96             | 4    | 1    | 2    | 3    | 1    | 2    | 1      | 1      | 5      |
| Eintracht Braunschweig  | 5    | 4    | 4    | 6    | 4    | 3    | 2      | 2      | 3      |
| Komet Bremen            | 6    | 7    | 10   |      |      |      |        |        |        |
| Bremer SV               | 7    | 11   |      |      |      |      | 6      |        |        |
| Hildesheim 06           | 8    | 8    | 9    |      |      |      | 5      | 6      |        |
| VfB Peine               | 9    |      | 5    | 7    | 8    | 6    | 6      |        |        |
| SC Göttingen 05         | 10   |      |      | 10   |      |      |        | 5      | 6      |
| Borussia Harburg 1 2    |      | 6    | 7    | 5    |      |      |        |        |        |
| SpVgg Hannover 1897     |      | 9    |      |      |      |      |        |        |        |
| Viktoria Wilhelmsburg 1 |      | 10   |      |      |      |      |        |        |        |
| Rasensport Harburg      |      |      | 8    | 9    |      |      |        |        |        |
| VfL Osnabrück           |      |      | 11   |      | 2    | 1    | 1      | 1      | 6      |
| FV Wilhelmsburg 09 2    |      |      |      | 8    |      |      |        |        |        |
| ASV Blumenthal          |      |      |      |      | 7    | 7    | 4      | 5      | 6      |
| Germania Wolfenbüttel   |      |      |      |      | 9    |      |        |        |        |
| LV Linden 07            |      |      |      |      | 10   |      | 4      | 4      | 5      |
| MSV Bückenburg          |      |      |      |      |      | 5    |        |        |        |
| MSV Lüneburg            |      |      |      |      |      | 8    |        |        |        |
| SpVgg Wilhelmshaven 05  |      |      |      |      |      |      | 3      | 3      | 4      |
| SV Schinkel 04          |      |      |      |      |      |      | 5      | 4      | 4      |
| Tura Gröpelingen        |      |      |      |      |      |      |        | 6      |        |
| LSV Wolfenbüttel        |      |      |      |      |      |      |        |        | 2      |
| TuS Osnabrück 97        |      |      |      |      |      |      |        |        | 5      |

- 1 Se mudó de la Gauliga Nordmark a la Gauliga Niedersachsen en 1934.
- 2 Se mudó de la Gauliga Niedersachsen a la Gauliga Nordmark en 1937.
- 3 Se jugó en dos grupos, Norte y Sur, con una final disputada entre los ganadores de cada grupo.
- 4 Se jugó en dos grupos, Norte y Sur, con una hexagonal para definir al campeón. Los que jugaron la fase final aparecen en Negrita.